# Ding Xuexiang
Ding Xuexiang (chiń. 丁薛祥; pinyin Dīng Xuēxiáng) – chiński polityk, podczas 20. Zjazdu Partii wybrany na pierwszego wicepremiera Chin i szóstego pod względem ważności członka Stałego Komitetu Biura Politycznego Komunistycznej Partii Chin (KPCh).
Ding, uważany za bliskiego współpracownika Xi Jinpinga, był członkiem sztabu Xi podczas jego kadencji w Szanghaju, a następnie podążył za nim do Pekinu. W latach 2013–2023 pełnił funkcję dyrektora Biura Sekretarza Generalnego KPCh, a w latach 2017–2023 dyrektora Biura Prezydialnego KPCh. Był również członkiem Biura Politycznego KPCh i sekretarzem Sekretariatu Partii w latach 2017–2022.